# Ястребилов, Валентин Михайлович
Валентин Михайлович Ястребилов (01.05.1905 — ?) — советский инженер, специалист в области радиолокации, лауреат Сталинской премии.

## Биография
Родился в с. Снаюкть Рыльского уезда Курской губернии.
С сентября 1927 года на военной службе. Окончил Ленинградскую военно-электротехническую академию (1936).
В 1936—1940 инженер НИИ-49 (Ленинград).
В 1940—1952 годах работал в московском НИИ-10: начальник лаборатории, старший инженер, главный конструктор. Воинское звание — инженер-полковник.
Главный конструктор корабельного радиолокационного дальномера «Штат-Б» и радиодальномера «Сириус».

## Награды и премии
- Сталинская премия третьей степени (1951) — за разработку новой аппаратуры.
- три ордена Красной Звезды (3.09.1943, 06.05.1946, 15.11.1950)
- орден Ленина (26.10.1955)
- медали